# サディオ・マネ
サディオ・マネ（Sadio Mané, 1992年4月10日 - ）は、セネガル・セディウ州バンバリ出身のサッカー選手。セネガル代表。サウジ・プロフェッショナルリーグ・アル・ナスルFC所属。ポジションはFW。
プレミアリーグのセネガル国籍選手で、歴代最多得点記録保持者。プレミアリーグでは2016-17、2018-19、2019-20、2021-22でPFA年間ベストイレブンを獲得。

## クラブ経歴

### プロ入り初期
2011年にフランスのFCメスでプロデビューを果たした。2012年8月31日、オーストリア・ブンデスリーガに属するレッドブル・ザルツブルクのスポーツディレクターのラルフ・ラングニックに見出され同クラブへ移籍した。ロガー・シュミット監督の下、試合を重ねるたびにチームの攻撃の核に成長。2013-14シーズンのスタンダール・リエージュ(2-1、3-1)やアヤックス(3-0、3-1)を破ってのUEFAヨーロッパリーグ10連勝や2014年のオーストリア・ブンデスリーガとオーストリア・カップでの二冠に貢献した。

### サウサンプトン
2014年9月1日、イングランドのサウサンプトンFCへ4年契約で移籍した。移籍金はクラブ史上最高額（当時）となる1500万ユーロであった。9月23日、フットボールリーグカップのアーセナルFC戦でデビューを果たした。2015年5月16日に行われたアストン・ヴィラFC戦で、前半13分から16分の間で3点を決め、3分間でハットトリックを達成。プレミアリーグ最速ハットトリック記録を更新した。

### リヴァプールFC

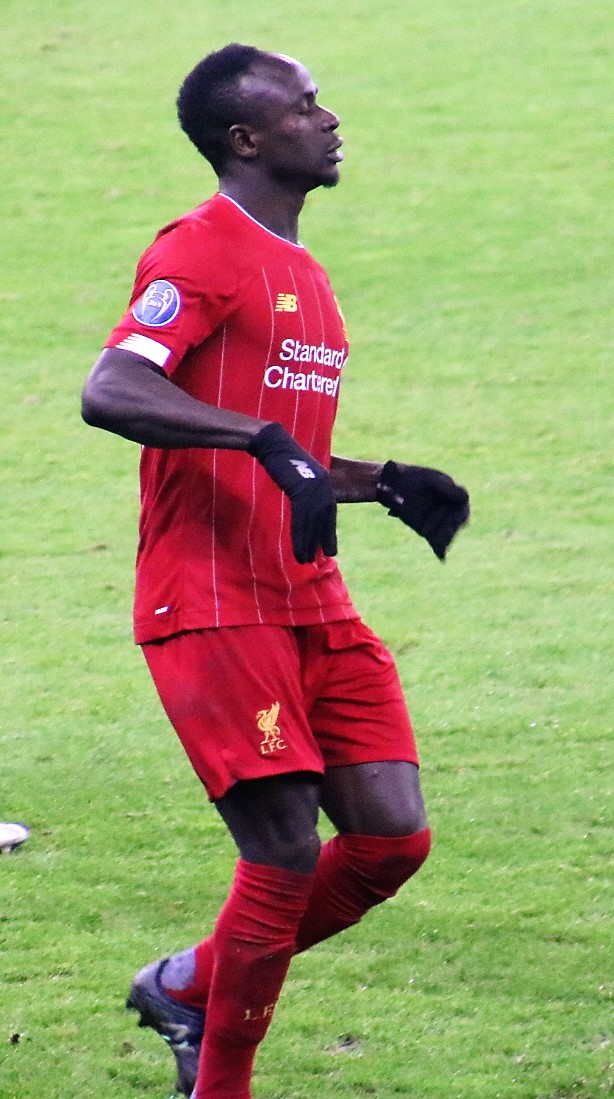
リヴァプールFCでのマネ（2019年）

サウサンプトンでの活躍から、マンチェスター・ユナイテッドなども獲得に動いたが、2016年6月、アフリカ人での史上最高額となる3400万ポンドでリヴァプールFCへ移籍。ユルゲン・クロップ監督は2012年からマネに注目していたと発言した。2016-17シーズン、2月11日のトッテナム戦で2ゴールを決め勝利に貢献。2017年4月にはシーズン13ゴールの活躍が認められて、クラブ年間最優秀選手に選出。プレミアリーグの年間ベスト11にも初選出された。
2017-18シーズン、2017年12月6日にUEFAチャンピオンズリーグ・グループステージ第6節スパルタク・モスクワ戦では2得点を決め、グループステージの首位通過に貢献した。2月15日に行われたCL決勝トーナメント・ラウンド16、FCポルト戦の1stレグの試合では、前半1得点、後半2得点を挙げハットトリックを達成した。チームはアウェーで0-5で勝利した。準々決勝のマンチェスター・シティ戦では1stレグでゴールを決めると、2ndレグでもチームの2点目を決め、準決勝進出に貢献した。準決勝ASローマ戦1stレグでも1ゴールを決めると、2ndレグでも先制点を奪い、リヴァプールの決勝進出に貢献した。決勝では1-1の同点とするゴールを決めたが、最終的に1-3でレアル・マドリードに敗れた。
2018-19シーズン、背番号を19番から10番へ変更した。開幕戦のウエストハム戦では2ゴールの活躍で4-0での開幕戦勝利に貢献した。チャンピオンズリーグ決勝トーナメント・ラウンド16、バイエルン・ミュンヘン戦の2ndレグでは2ゴールを決め、3-1でのベスト8進出に貢献した。3月はバーンリー戦で2ゴール、フラム戦でも1ゴールを決め、2019年3月のPFA月間最優秀選手に選ばれると、PFA年間ベストイレブンにも選ばれた。リーグ最終節のウルヴァーハンプトン戦で2ゴールを決め、この日ノーゴールであったチームメートのモハメド・サラーに追いつきサラーらと共に得点王のタイトルに輝いた。トッテナム・ホットスパーとのチャンピオンズリーグ決勝では果敢な仕掛けから開始2分でPKを獲得し、これをそのままサラーが決め先制に成功、リヴァプールは最終的に2-0で勝利し、ビッグイヤー獲得に大きく貢献した。
2019-20シーズン、2019UEFAスーパーカップのチェルシー戦では1-0からの同点ゴールと2-1とリードを広げるゴールを決めた。試合はPK戦までもつれたがチームは勝利し、シーズン初タイトル獲得に貢献した。FIFAクラブワールドカップ2019の決勝のCRフラメンゴ戦ではロベルト・フィルミーノの決勝ゴールをアシストし、リヴァプールの大会初制覇に一役買った。リーグ戦ではこれまでのキャリアベストの18ゴールを決めるなど、30年振りとなるリーグ優勝に貢献し、ガーディアン誌が採点したリヴァプール内における優勝への貢献度の採点で、満点となる10を記録、また41%の得票を獲得し、ファン選出の年間最優秀選手賞を受賞した。
2021-22シーズン、10月16日、リーグ第8節ワトフォードとの対戦でプレミアリーグ通算100点目となる記念ゴールを決めた。FAカップ準決勝、マンチェスター・シティ戦で2ゴールを挙げて勝利に貢献、決勝のチェルシー戦ではPK戦でPKを失敗したがチームは優勝した。このシーズンのPFA年間ベストイレブンに選抜された。

### バイエルン・ミュンヘン
2022年6月22日、ドイツ・ブンデスリーガのFCバイエルン・ミュンヘンへの完全移籍が発表された。契約期間は2025年6月30日までの3年契約。背番号は17番。7月30日、DFLスーパーカップのRBライプツィヒ戦では移籍後初ゴールをきめて、今季初タイトルに貢献した。リーグ開幕戦となったフランクフルト戦でリーグ戦初得点を挙げた。第14節のブレーメン戦での負傷により長期離脱、ワールドカップカタール大会も欠場した。チャンピオンズリーグ準々決勝、マンチェスター・シティ戦の1stレグでの敗戦後、チームメートのレロイ・サネとの口論の末にザネに暴力を振い、出場停止処分と罰金の支払いを命じられるなど、早くも放出のうわさが報じられた。怪我の影響で欠場した試合も多く、本来のパフォーマンスを発揮できたとは言い難いシーズンとなった。

### アル・ナスル
2023年8月1日、アル・ナスルFCに移籍した。

## 代表経歴
セネガル代表としてロンドンオリンピックへ出場した。2018 FIFAワールドカップのグループリーグ第2戦日本戦では先制ゴールを決めた。しかし試合には2-2で引き分けた。
2022年、アフリカネイションズカップ決勝では試合中に得たPKを失敗したが、PK戦でのキックを成功させて、セネガルは大会初優勝を果たし、大会MVPも受賞した。2022年に開催されたカタールW杯では代表に召集されたものの怪我の影響により欠場した。セネガルはラウンド16でイングランドに敗れて敗退した。
2023年11月18日、マネはセネガル代表として通算100試合目の出場を果たし、南スーダンとの2026 FIFAワールドカップ予選で2得点を挙げた。  2023年12月、マネはコートジボワールで開催される延期された2023 アフリカネイションズカップのセネガル代表メンバーに選出された。

## プレースタイル
突出した身体能力、スピード、テクニックを持ち、それらの能力により相手を一瞬にして置き去りにすることに長ける。攻撃面における能力に加え、守備面においても高い位置から積極的に相手にプレスをかけボール奪取を試み、押し込まれているときには自陣深くまで戻って守備に尽力する献身性を備えている。身長175cmと決して大柄ではないが驚異的な身体能力によりヘディングによる得点も多いのが特徴である。

## 人物
- サウサンプトン時代のチームメートである吉田麻也とは、とても仲が良いことで知られる[55][56]。
- 子供の頃のアイドルはロナウジーニョであり彼の出場する試合は欠かさず見ていたとインタビューで語った。

- 慈善家として知られている。画面の割れた古いiPhoneを使用していて、それを指摘されて答えた。「人々はなぜフェラーリ、ダイヤモンドの時計、ジェット機が欲しいのでしょう。それが世界のために何をもたらすのでしょうか。私は飢え、畑で働き、裸足で遊び、学校にも行かなかった。今、私は人々を助けることができます。私は学校を建て、貧しい人々に食べ物や衣服を与えることを好みます。極度の貧困に苦しむ人々に衣服、靴、食べ物を提供しています。私はセネガルの非常に貧しい地域のすべての人々に毎月70ユーロを提供し、彼らの家計に貢献しています。高級なものを誇示する必要はありません。私は人生が私に与えてくれたものを少しでも私の人々が受け取ってほしいのです。」

## 個人成績

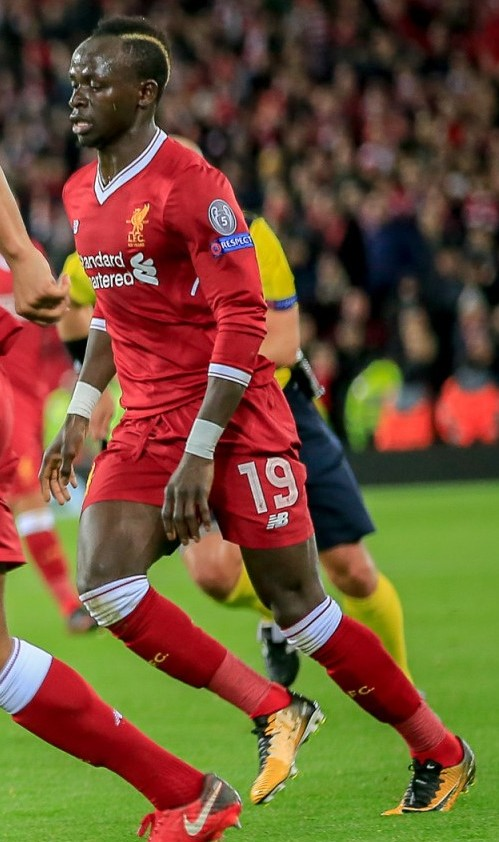
リヴァプールでのマネ（2017年）

### クラブ成績
| クラブ         | シーズン | リーグ             | リーグ戦 | リーグ戦 | カップ戦 | カップ戦 | リーグ杯 | リーグ杯 | 国際大会 | 国際大会 | その他 | その他 | 合計 | 合計 |
| クラブ         | シーズン | リーグ             | 出場     | 得点     | 出場     | 得点     | 出場     | 得点     | 出場     | 得点     | 出場   | 得点   | 出場 | 得点 |
| -------------- | -------- | ------------------ | -------- | -------- | -------- | -------- | -------- | -------- | -------- | -------- | ------ | ------ | ---- | ---- |
| メス           | 2011-12  | リーグ・ドゥ       | 19       | 1        | 0        | 0        | 0        | 0        | -        | -        | 0      | 0      | 19   | 1    |
| メス           | 2012-13  | フランス全国選手権 | 3        | 1        | 0        | 0        | 1        | 0        | -        | -        | 0      | 0      | 4    | 1    |
| メス           | 通算     | 通算               | 22       | 2        | 0        | 0        | 1        | 0        | -        | -        | 0      | 0      | 23   | 2    |
| ザルツブルク   | 2012-13  | ブンデスリーガ     | 26       | 16       | 3        | 3        | -        | -        | -        | -        | 0      | 0      | 29   | 19   |
| ザルツブルク   | 2013-14  | ブンデスリーガ     | 33       | 13       | 4        | 5        | -        | -        | 13       | 5        | 0      | 0      | 50   | 23   |
| ザルツブルク   | 2014-15  | ブンデスリーガ     | 4        | 2        | 1        | 1        | -        | -        | 3        | 0        | 0      | 0      | 8    | 3    |
| ザルツブルク   | 通算     | 通算               | 63       | 31       | 8        | 9        | -        | -        | 16       | 5        | 0      | 0      | 87   | 45   |
| サウサンプトン | 2014-15  | プレミアリーグ     | 30       | 10       | 0        | 0        | 2        | 0        | -        | -        | 0      | 0      | 32   | 10   |
| サウサンプトン | 2015-16  | プレミアリーグ     | 37       | 11       | 1        | 0        | 2        | 3        | 3        | 1        | 0      | 0      | 43   | 15   |
| サウサンプトン | 通算     | 通算               | 67       | 21       | 1        | 0        | 4        | 3        | 3        | 1        | 0      | 0      | 75   | 25   |
| リヴァプール   | 2016-17  | プレミアリーグ     | 27       | 13       | 0        | 0        | 2        | 0        | -        | -        | 0      | 0      | 29   | 13   |
| リヴァプール   | 2017-18  | プレミアリーグ     | 29       | 10       | 2        | 0        | 0        | 0        | 13       | 10       | 0      | 0      | 44   | 20   |
| リヴァプール   | 2018-19  | プレミアリーグ     | 36       | 22       | 0        | 0        | 1        | 0        | 13       | 4        | 0      | 0      | 50   | 26   |
| リヴァプール   | 2019-20  | プレミアリーグ     | 35       | 18       | 1        | 0        | 0        | 0        | 8        | 2        | 3      | 2      | 47   | 22   |
| リヴァプール   | 2020-21  | プレミアリーグ     | 35       | 11       | 2        | 2        | 0        | 0        | 10       | 3        | 1      | 0      | 48   | 16   |
| リヴァプール   | 2021-22  | プレミアリーグ     | 34       | 16       | 1        | 0        | 3        | 2        | 13       | 5        | 0      | 0      | 51   | 23   |
| リヴァプール   | 通算     | 通算               | 196      | 90       | 6        | 2        | 6        | 2        | 57       | 24       | 4      | 2      | 269  | 120  |
| 総通算         | 総通算   | 総通算             | 348      | 144      | 15       | 11       | 11       | 5        | 76       | 30       | 12     | 5      | 454  | 192  |

## 代表歴
- U-23セネガル代表
  - 2012年 - ロンドンオリンピック（準々決勝敗退）
- セネガル代表
  - 2017年 - アフリカネイションズカップ2017（準々決勝敗退）
  - 2019年 - アフリカネイションズカップ2019（準優勝）
  - 2022年 - アフリカネイションズカップ2021（優勝）

### 試合数
2024年1月1日現在
- 国際Aマッチ 101試合 40得点（2012年-）[57]

| セネガル代表 | 国際Aマッチ | 国際Aマッチ |
| 年           | 出場        | 得点        |
| ------------ | ----------- | ----------- |
| 2012         | 6           | 2           |
| 2013         | 8           | 1           |
| 2014         | 9           | 3           |
| 2015         | 9           | 3           |
| 2016         | 7           | 1           |
| 2017         | 10          | 4           |
| 2018         | 9           | 1           |
| 2019         | 11          | 4           |
| 2020         | 2           | 2           |
| 2021         | 9           | 5           |
| 2022         | 13          | 8           |
| 2023         | 8           | 6           |
| 2024         |             |             |
| 通算         | 101         | 40          |

### 得点
| #   | 日時           | 場所                   | 相手             | スコア | 結果 | 大会                                     | 脚注   |
| --- | -------------- | ---------------------- | ---------------- | ------ | ---- | ---------------------------------------- | ------ |
| 1.  | 2012年6月2日   | ダカール               | リベリア         | 3–1    | 3–1  | 2014 FIFAワールドカップ・アフリカ2次予選 | [ 58 ] |
| 2.  | 2012年11月14日 | ニアメ                 | ニジェール       | 1–1    | 1–1  | 親善試合                                 | [ 59 ] |
| 3.  | 2013年9月7日   | マラケシュ             | ウガンダ         | 1–0    | 1–0  | 2014 FIFAワールドカップ・アフリカ2次予選 | [ 60 ] |
| 4.  | 2014年3月5日   | サン＝ルー＝ラフォーレ | マリ             | 1–0    | 1–1  | 親善試合                                 | [ 61 ] |
| 5.  | 2014年9月5日   | ダカール               | エジプト         | 1–0    | 2–0  | アフリカネイションズカップ2015予選       | [ 62 ] |
| 6.  | 2014年9月10日  | ハボローネ             | ボツワナ         | 0–1    | 0–2  | アフリカネイションズカップ2015予選       | [ 63 ] |
| 7.  | 2015年6月13日  | ダカール               | ブルンジ         | 3–1    | 3–1  | アフリカネイションズカップ2017予選       |        |
| 8.  | 2015年9月5日   | ウィントフック         | ナミビア         | 0–2    | 0–2  | アフリカネイションズカップ2017予選       |        |
| 9.  | 2015年11月12日 | アンタナナリボ         | マダガスカル     | 2–2    | 2–2  | 2018 FIFAワールドカップ・アフリカ2次予選 |        |
| 10. | 2016年6月4日   | ブジュンブラ           | ブルンジ         | 0–2    | 0–2  | アフリカネイションズカップ2017予選       |        |
| 11. | 2017年1月15日  | フランスヴィル         | チュニジア       | 0–1    | 0–2  | アフリカネイションズカップ2017           |        |
| 12. | 2017年1月19日  | フランスヴィル         | ジンバブエ       | 1–0    | 2–0  | アフリカネイションズカップ2017           |        |
| 13. | 2017年3月27日  | パリ                   | コートジボワール | 1–0    | 1–1  | 親善試合                                 |        |
| 14. | 2017年9月5日   | ワガドゥグー           | ブルキナファソ   | 1–2    | 2–2  | 2018 FIFAワールドカップ・アフリカ3次予選 |        |
| 15. | 2018年6月24日  | エカテリンブルク       | 日本             | 0–1    | 2–2  | 2018 FIFAワールドカップ                  |        |
| 16. | 2019年3月26日  | ダカール               | マリ             | 1–1    | 2–1  | 親善試合                                 |        |
| 17. | 2019年7月1日   | カイロ                 | ケニア           | 0–2    | 0–3  | アフリカネイションズカップ2019           |        |
| 18. | 2019年7月1日   | カイロ                 | ケニア           | 0–3    | 0–3  | アフリカネイションズカップ2019           |        |
| 19. | 2019年7月5日   | カイロ                 | ウガンダ         | 0–1    | 0–1  | アフリカネイションズカップ2019           |        |

## タイトル

### クラブ
ザルツブルク
- オーストリア・ブンデスリーガ : 2013–14
- オーストリア・カップ : 2013–14

リヴァプール
- UEFAチャンピオンズリーグ : 2018-19
- UEFAスーパーカップ：2019
- FIFAクラブワールドカップ：2019
- プレミアリーグ : 2019-20
- フットボールリーグカップ : 2021-22
- FAカップ : 2021-22

バイエルン
- DFLスーパーカップ：2022
- ブンデスリーガ：2022-23

アル・ナスルFC
- アラブ・クラブ・チャンピオンズカップ：1回 (2023)

### 代表
セネガル代表
- アフリカネイションズカップ : 2021

### 個人
- PFA年間ベストイレブン:4回（2016-17, 2018-19, 2019-20, 2021-2022）
- PFA ファン選出年間最優秀選手賞 : 2019-20
- プレミアリーグ月間最優秀選手: 2回（2017年8月, 2019年3月）
- プレミアリーグ得点王: 2018-19
- UEFAチャンピオンズリーグ ベストイレブン : 2018-19
- オンズドール : 2018-19
- アフリカ年間最優秀選手賞 : 2019, 2022
- アフリカネイションズカップ最優秀選手賞 :2021